# Pfladergasse
Die Pfladergasse ist eine etwa 100 Meter lange Straße in der Altstadt von Augsburg. Sie ist die Verlängerung der Sterngasse und beginnt nördlich am Elias-Holl-Platz. Sie führt für etwa 40 Meter in Nord-Süd-Richtung, um dann für etwa 70 Meter in südsüdwestlicher Richtung zu verlaufen und auf die Weiße Gasse zu treffen. Auf ihr befinden sich neun verschiedene Bürgerhäuser, die als Baudenkmal in der Bayerischen Denkmalliste eingetragen sind, darunter die alte Silberschmiede (Pfladergasse 10), und mit der Pfladermühle (Pfladergasse 11) auch ein ehemaliges Denkmal. Letzteres Gebäude hat der Straße auch den Namen gegeben.

## Galerie

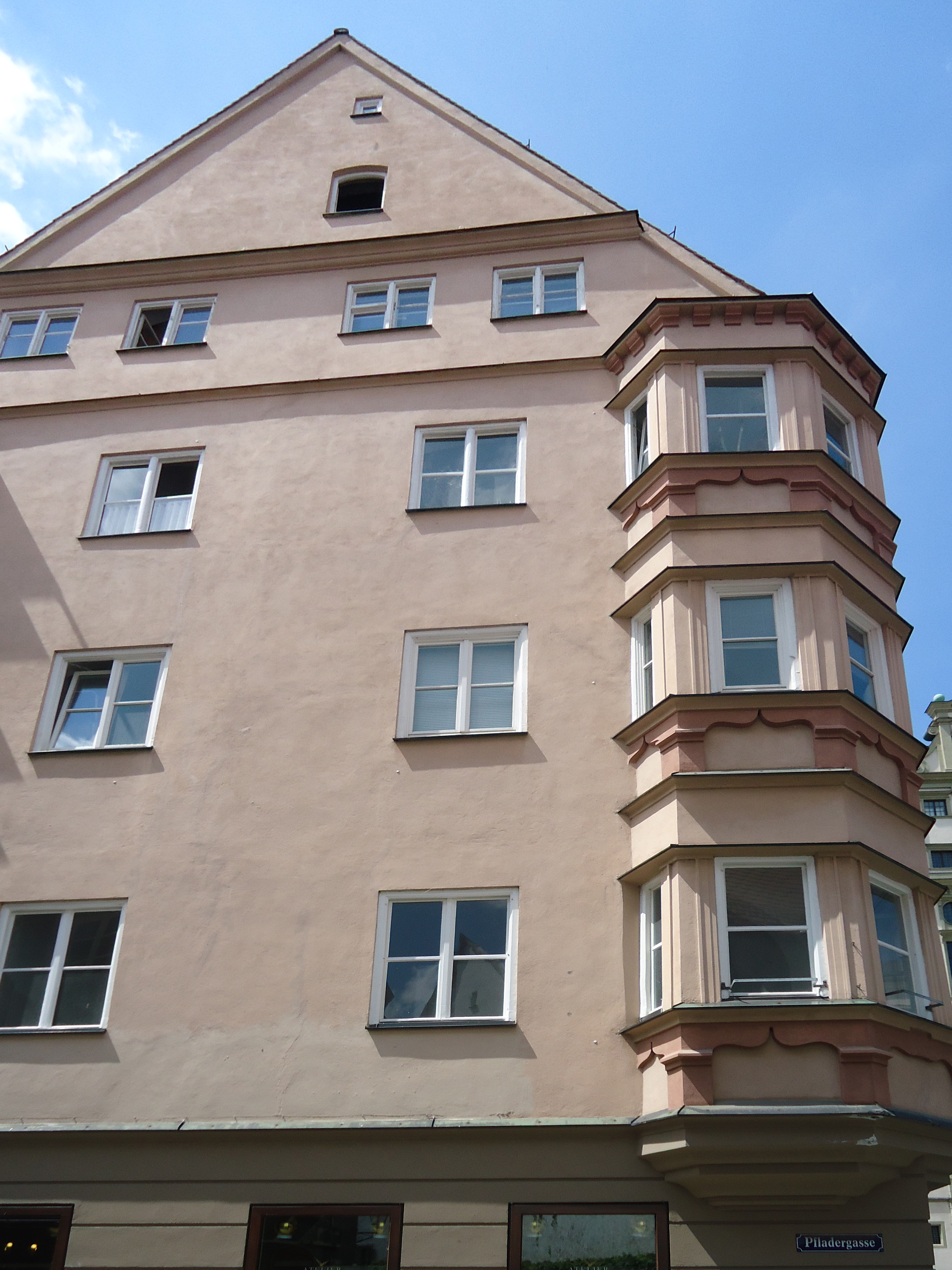
Pfladergasse 2
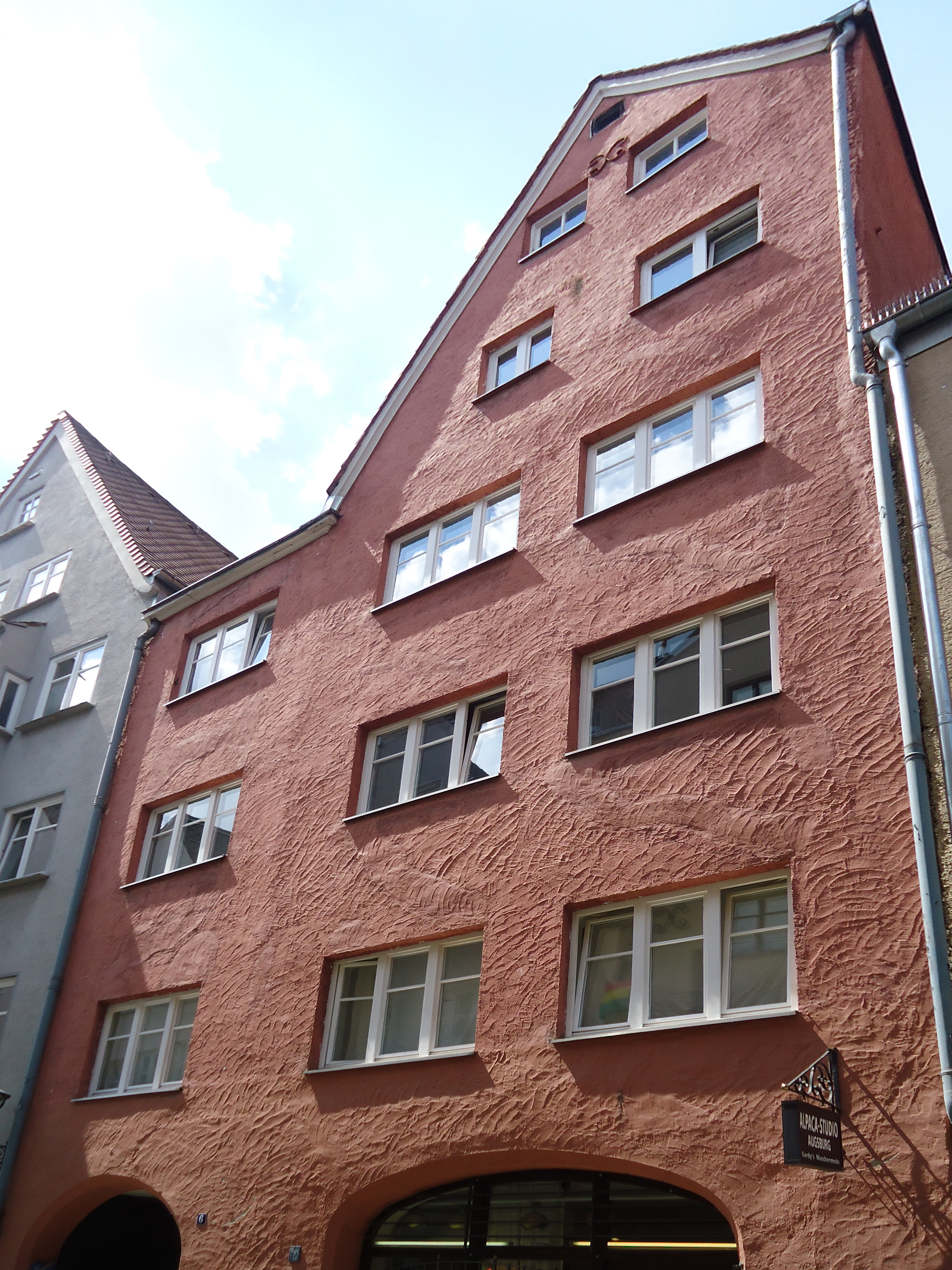
Pfladergasse 4
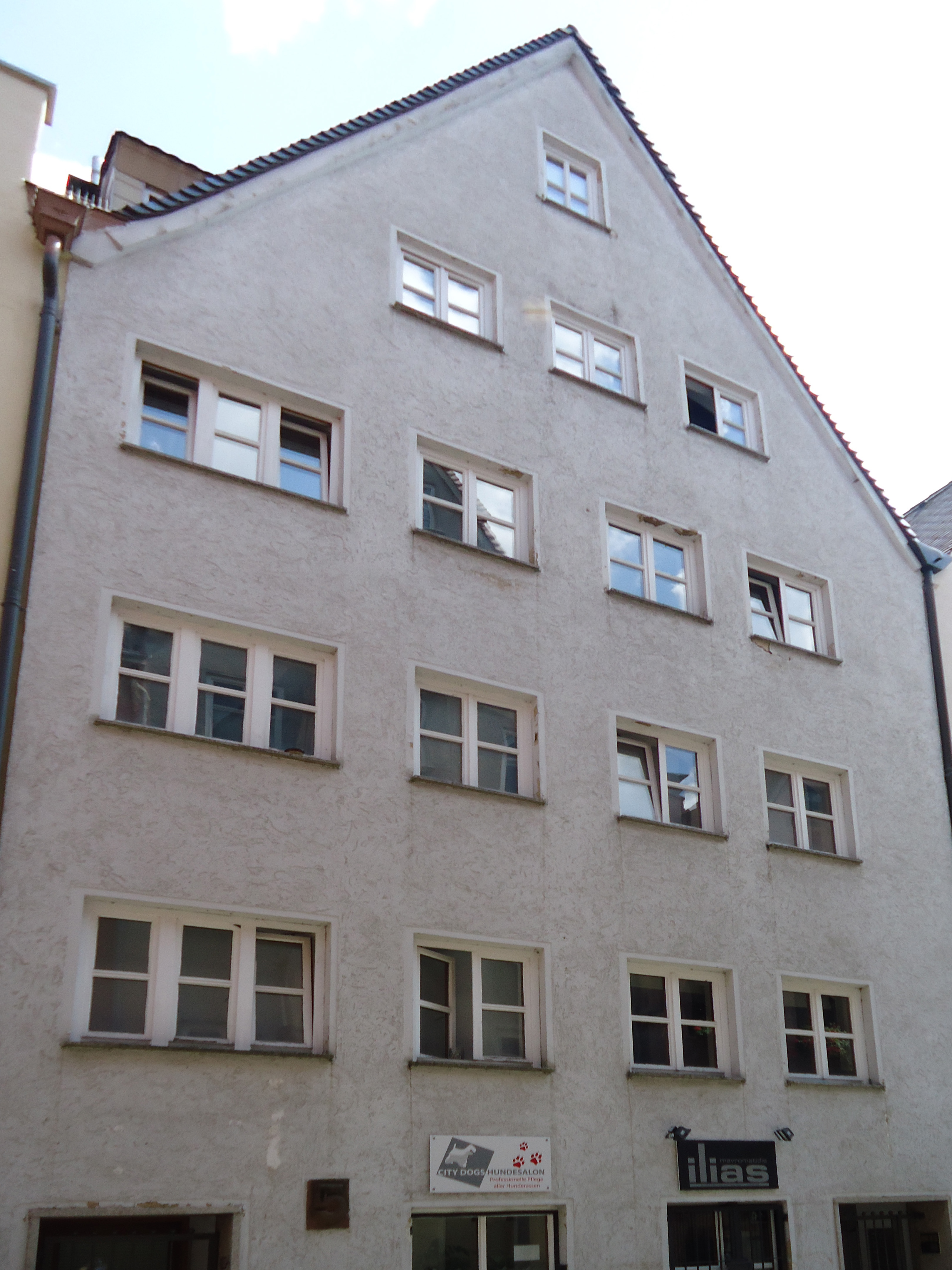
Pfladergasse 5
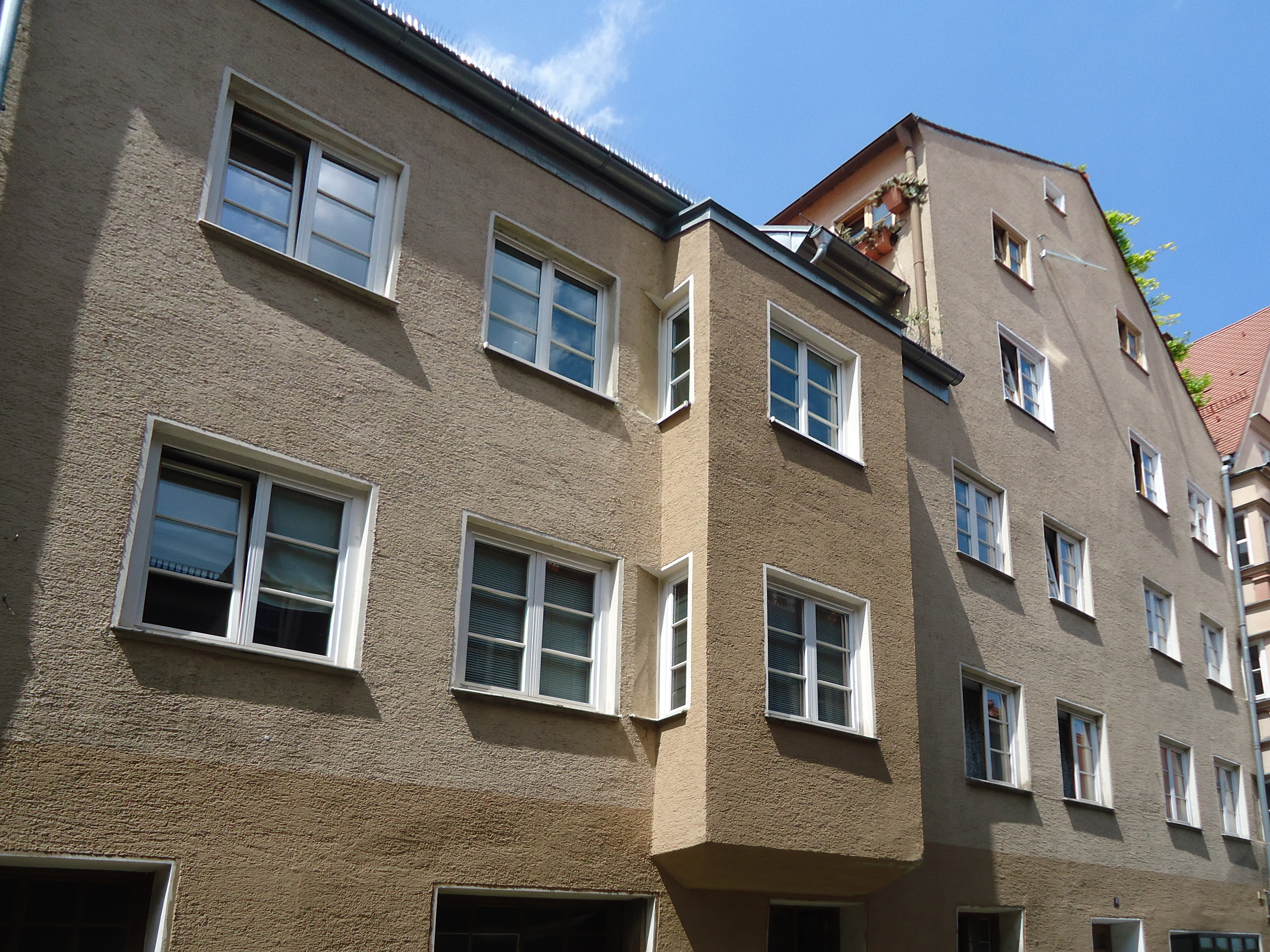
Pfladergasse 6
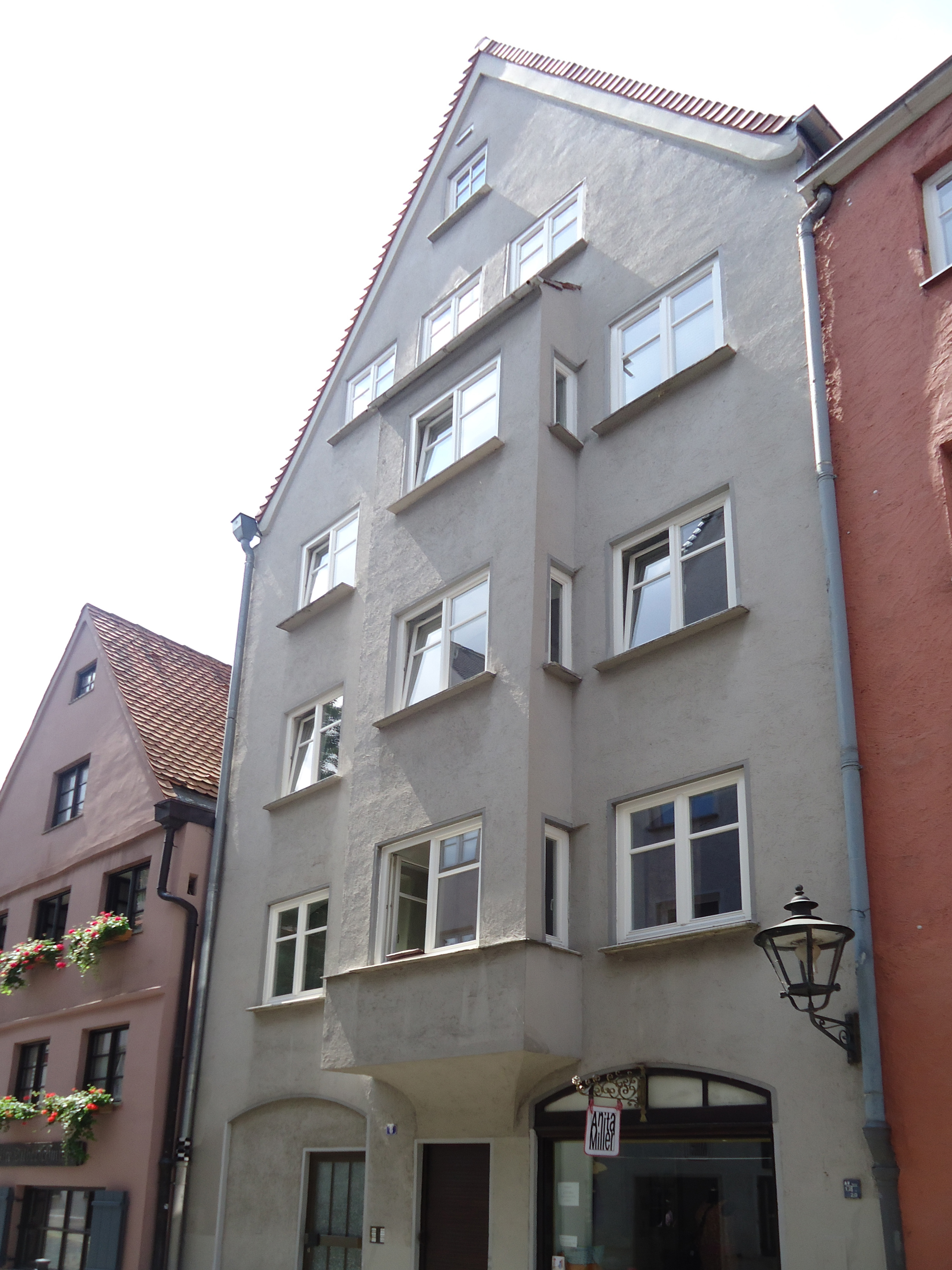
Pfladergasse 8
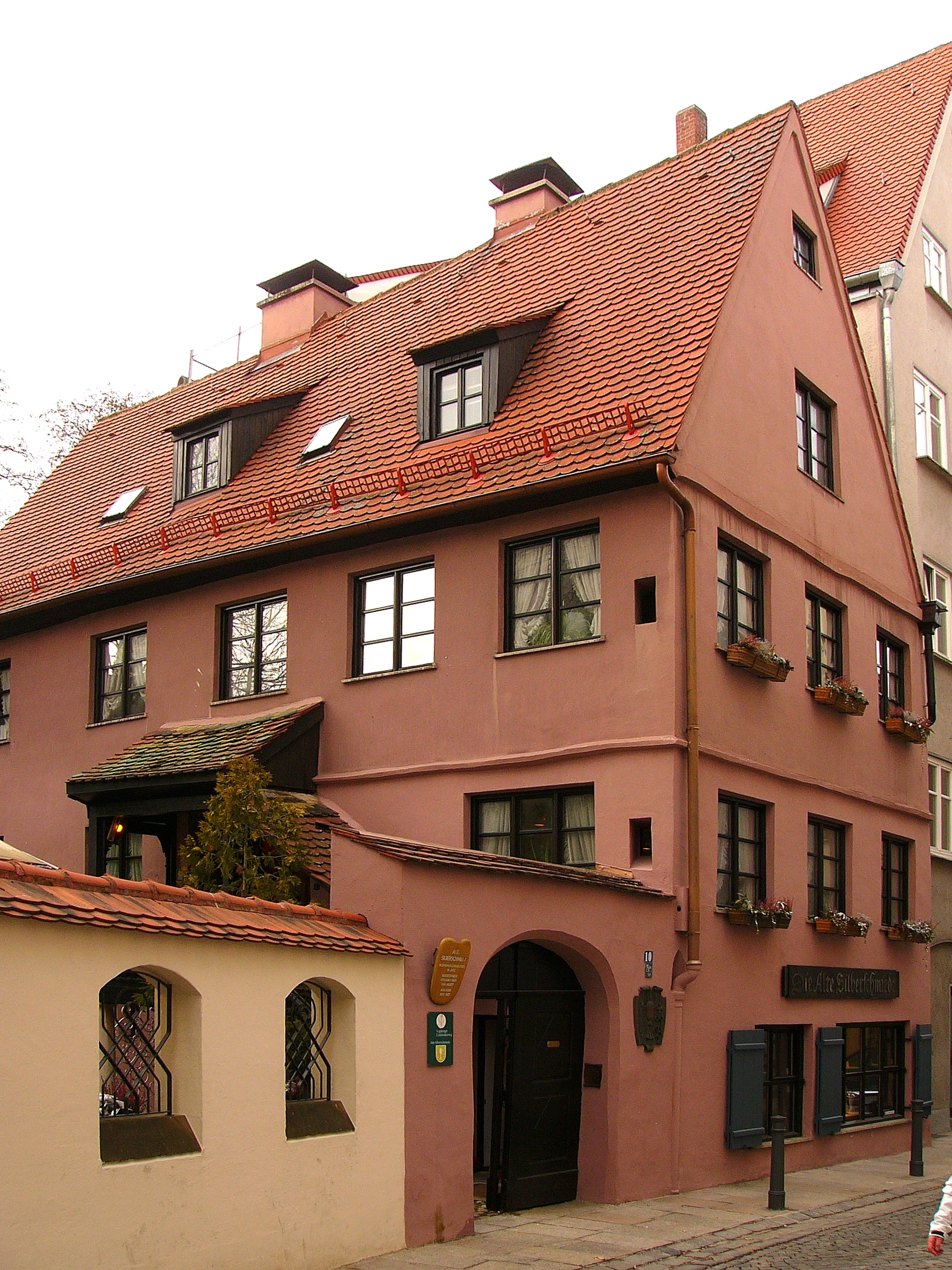
Alte Silberschmiede, Pfladergasse 10
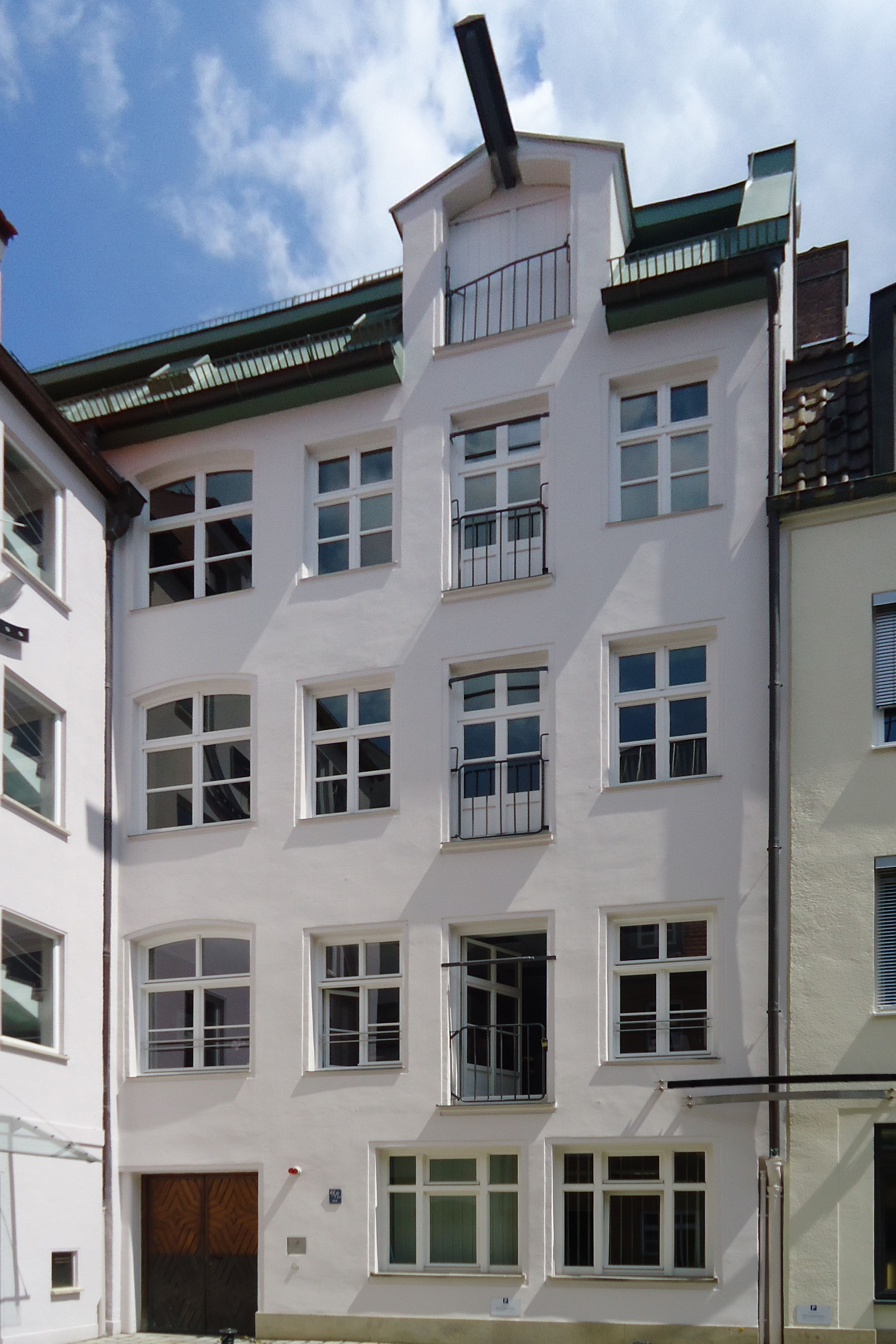
Pfladermühle, Pfladergasse 11 (ehemaliges Denkmal)
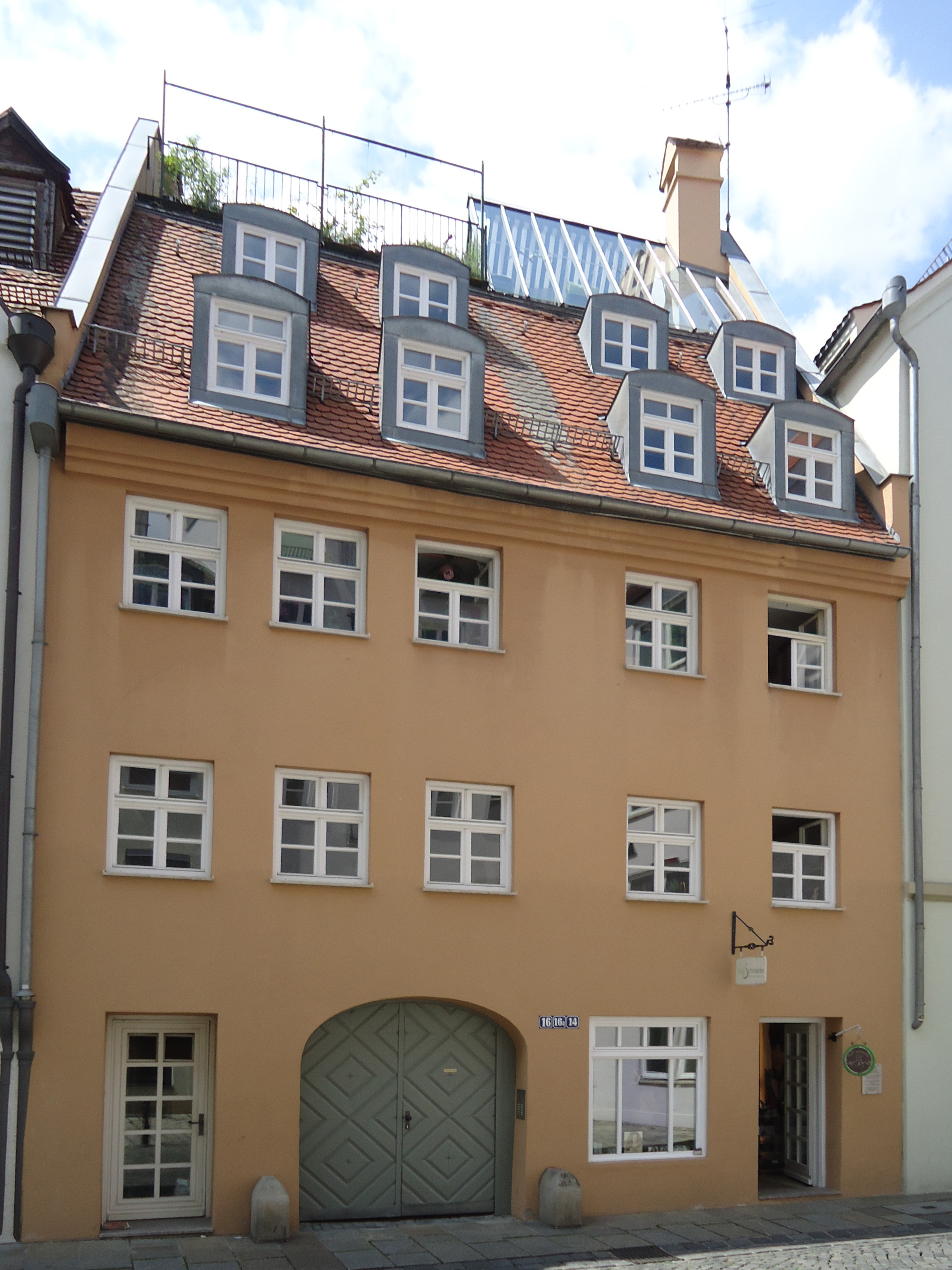
Pfladergasse 16
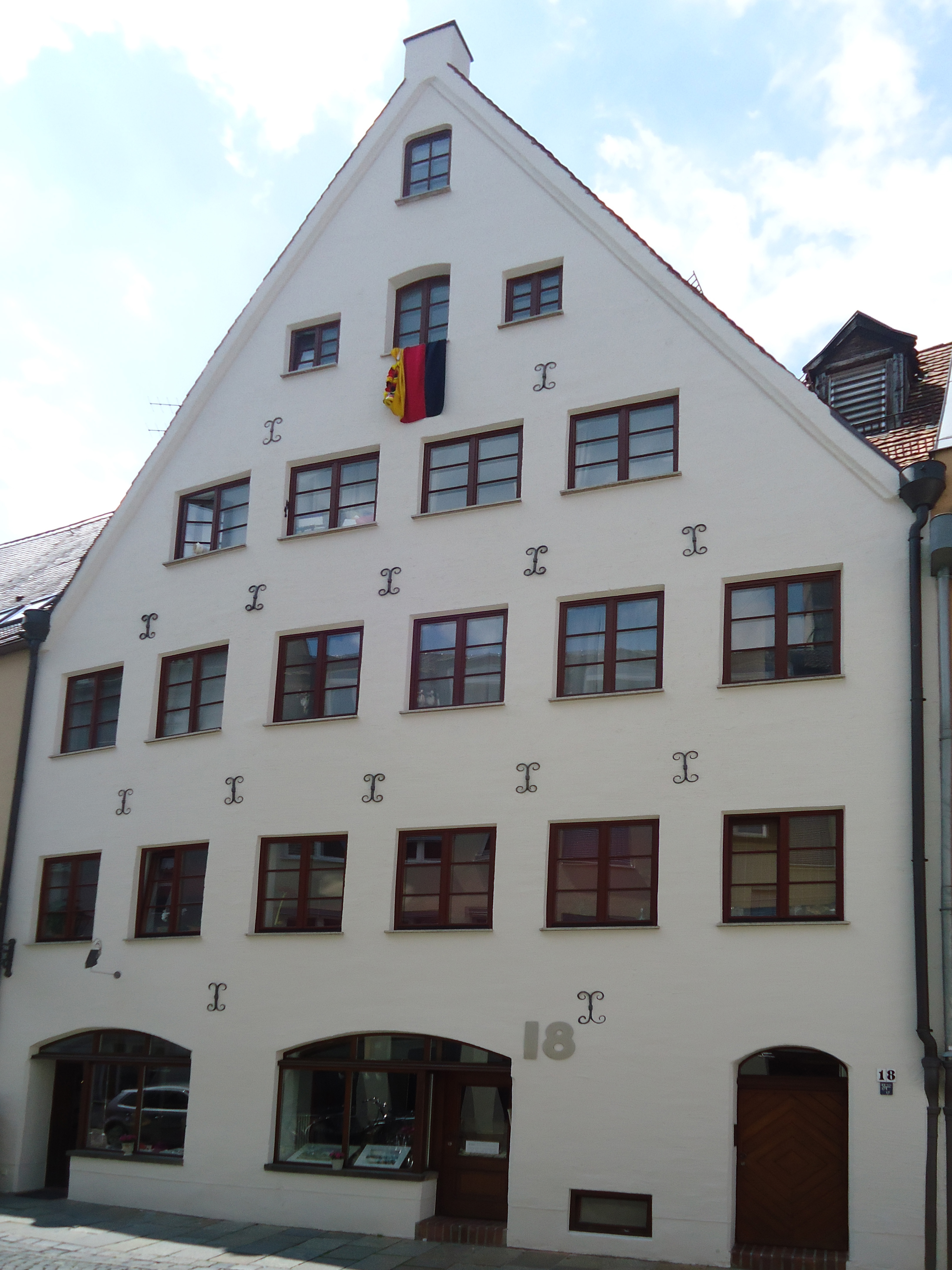
Pfladergasse 18
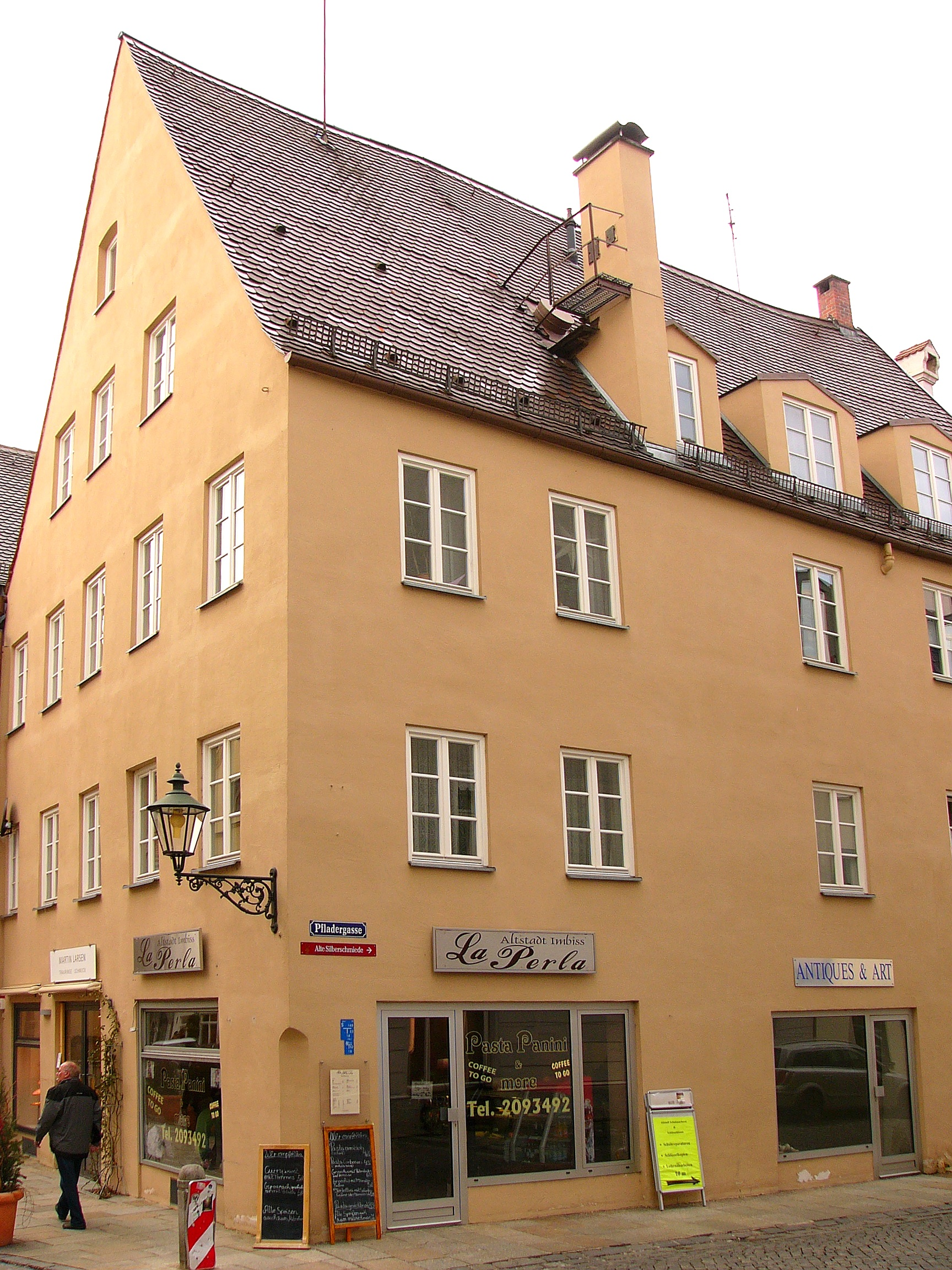
Pfladergasse 20